# Fascículo muscular

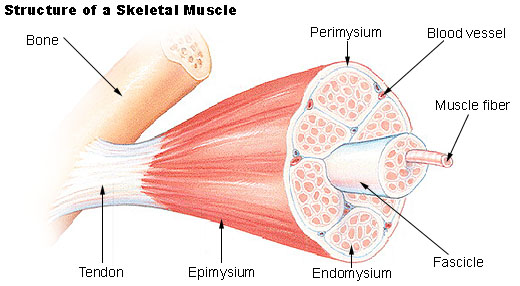
Partes do músculo.

Fascículo muscular é um conjunto de fibras musculares esqueléticas cobertas por perimísio, um tipo de tecido conjuntivo. Fibras musculares especializadas no coração que transmitem impulsos elétricos a partir do nó atrioventricular (nó AV) para as fibras de Purkinje são também fascículos.